# Degerfors kyrka
Degerfors kyrka är en kyrkobyggnad som tillhör Degerfors-Nysunds församling i Karlstads stift. Kyrkan ligger mitt i samhället Degerfors.

## Kyrkobyggnaden
När Degerfors järnverk anlades ökade traktens befolkning markant och en kapellförsamling bildades 1882.
Med hjälp av frivilliga medel uppfördes en träkyrka i nygotisk stil efter ritningar av arkitekt J Forsgren. 13 november 1892 invigdes kyrkan av biskop Claes Herman Rundgren. Från början saknade kyrkan torn och vapenhus, men dessa tillkom fem år senare.
Kyrkan är byggd av liggtimmer och består av rektangulärt långhus med ett lägre och smalare kor i öster. I norr finns en vidbyggd sakristia. I väster finns kyrktornet med tornspira som kröns med en förgylld tupp.
Kyrkorummet är indelat i tre skepp där mittskeppet har ett sadeltak medan sidoskeppen har lägre och plana tak.
Åren 1912 - 1914 försågs två av korets tre fönster med glasmålningar föreställande Petrus och Paulus. 1931 kläddes kyrktornets tak med kopparplåt. En restaurering genomfördes 1939 efter förslag av arkitekt Einar Lundberg. Östra väggen revs och koret förlängdes två meter åt öster. Ett pannrum inreddes under koret. Sakristian byggdes till och fick en ovanvåning med andaktsrum. Glasmålningarna i koret flyttades. Ena glasmålningen flyttades till vapenhuset medan andra flyttades till andaktsrummet ovanför sakristian. Första advent 1939 återinvigdes kyrkan av biskop Arvid Runestam.
Vid en restaurering 1966 fick kyrkorummet ny färgsättning med dekormålning efter förslag av konstnären Åke Pallarp. Väggarna och korets tak försågs med mörkbruna och ljusgröna fläckar på gråaktig botten. Läktarbarriären fick blå och bruna fläckar på blågrå botten. Östra väggen blev mörkbrun utan fläckar. Målningsarbetet utfördes av konstnären Pär Andersson med Åke Pallarp som medhjälpare. 22 maj 1966 återinvigdes kyrkan av biskop Gert Borgenstierna. Vid en renovering 2007 sänktes korgolvet och bänkinredningen fick en ny färgsättning i samklang med predikstol och altartavla.

## Inventarier
- Nuvarande predikstol är byggd av David Wretling och installerad 1939. Korgen har snidade bilder som skildrar Jesu födelse, Jesus i templet och Jesus vid Galileiska sjön.
- Altartavlan är målad av Thor Fagerkvist och har motivet "Kristus i Getsemane". Tavlan kom på plats 1939.
- På västra väggen hänger en skulpterad Mariabild utförd 1939 av David Wretling.
- En större kopia av Thorvaldsens Kristus står vid dopplatsens södra vägg. Fram till 1939 års restaurering var skulpturen kyrkans altarprydnad.
- I förlängda korets södra del står dopfunten som består av en ställning med fyra träben som håller ett dopfat. Funten tillverkades 1983 av Degerfors järnverk.

## Orgel
- 1902 byggde E. A. Setterquist & Son, Örebro, en orgel med 14 stämmor och 2 manualer. Den flyttades senare till Missionskyrkan i Södertälje.
- Nuvarande Orgel med 34 stämmor och tre manualer är byggd 1957 av orgelbyggarfirman Rudolph van Beckerath i Hamburg.
- En kororgel är inköpt hösten 2007.

### Webbkällor
- Kyrkor i Karlstads stift Del II, Utgiven av Värmlands Museum och Karlstads stift, 2008, ISBN 91-85224-72-3
- Degerfors-Nysunds församling